# Rosa Bonaparte
Rosa Bonaparte Soares (Kampfname: Muki; * in Manatuto, Portugiesisch-Timor; † 8. Dezember 1975 in Dili, Osttimor) war eine osttimoresische Frauenrechtlerin und Unabhängigkeitsaktivistin. Sie wurde als die „petite revolutionary“ oder „Rosa Luxemburg Osttimors“ bezeichnet.

## Werdegang
Bonaparte schloss die Schule der Canossianerinnen in Ossu ab und erhielt dann ein Stipendium für ein Studium in Lissabon, wohin sie mit ihrer Freundin Noémia Cruz (der Schwester von Dulce Maria da Cruz) reiste. Dort schloss sie sich der maoistischen Partei Movimento Reorganizativo do Partido do Proletariado (MRPP) an und beteiligte sich nach der Nelkenrevolution an Treffen im Casa dos Timores, wo timoresische Studenten zusammenkamen und über Politik und Antikolonialismus diskutierten, oft besucht von Vertretern aus afrikanischen Kolonien Portugals, wie Angola und Mosambik.
Im Januar 1975 kehrte sie von ihrem Studium in Portugal nach Osttimor zurück und wurde Mitglied des Zentralkomitees der linksgerichteten Partei FRETILIN, zu dem auch ihr Bruder Bernardino Bonaparte Soares (Goinxet) gehörte.
Rosa Bonaparte galt als Person voller Ideen, unter anderem aufgrund ihrer Arbeit in der Entkolonisationskommission in der Kolonialhauptstadt Dili am 7. Mai 1975. Sie verfasste ein Manifest, zur „direkten Involvierung der Frauen im Kampf gegen den Kolonialismus und zur Beseitigung aller Formen von Gewalt gegen Frauen.“ Am 28. August 1975 wurde Bonaparte zur Generalsekretärin der Organização Popular de Mulheres Timorense (OPMT) ernannt, der Frauenorganisation der FRETILIN.
Am 28. November 1975 rief die FRETILIN einseitig die Unabhängigkeit Osttimors von der Kolonialmacht Portugal aus. Bonaparte soll dabei die neue Flagge Osttimors entrollt haben. Am 7. Dezember landeten indonesische Truppen in Dili (Operation Seroja) und besetzten das Land. Bonaparte wurde lebend das letzte Mal am 8. Dezember auf der Werft von Dili gesehen, wo die Indonesier zahlreiche Menschen hinrichteten und die Toten ins Wasser warfen. Zu den Hingerichteten gehörte auch Rosas Bruder Bernardino.

## Gedenken
Nach Rosa Muki Bonaparte ist ein kleiner Park in Dili benannt.

## Zitat
„Das Hauptziel der  Frauen, die an der Revolution teilnehmen, ist streng genommen nicht die Emanzipation der Frau als Frau, sondern der Triumph der Revolution und folglich die Befreiung der Frau als soziales Wesen, das einer doppelten  Ausbeutung ausgesetzt ist: der unter den traditionellen Vorstellungen  und der unter den kolonialistischen Vorstellungen“.